# Deauville
Deauville je francusko mjesto u istoimenoj općini (komuna) koje ima 3740 stanovnika (2013.) i poznato je mondeno ljetovalište.

## Zemljopis
Deauville se nalazi u središtu Normandije. Proteže se od 0 do 85 m nadmorske visine.

## Stanovništvo
Deauville je mjesto koje bilježi snažan rast populacije vikendom i tijekom blagdana. Tada se uveća deseterostruko, na 45.000 stanovnika.[nedostaje izvor]

## Gospodarstvo
Većinom se živi od turizma.
- Kazino u Deauvilleu

## Znamenitosti

### Građevine
- Place Morny

## Vanjske poveznice
- Stranica ureda za turizam (fr.)
- Festival du Cinéma Américain